# Ressegem
Ressegem est une section de la commune belge de Herzele dans le Denderstreek sur le Molenbeek et sur le Molenbeek-Ter Erpenbeek située en Région flamande dans la province de Flandre-Orientale. C'était une[commune à part entière avant la fusion des communes de 1977.
Le bois de Ressegem est une réserve protégée. Il est composé majoritairement de hêtres.

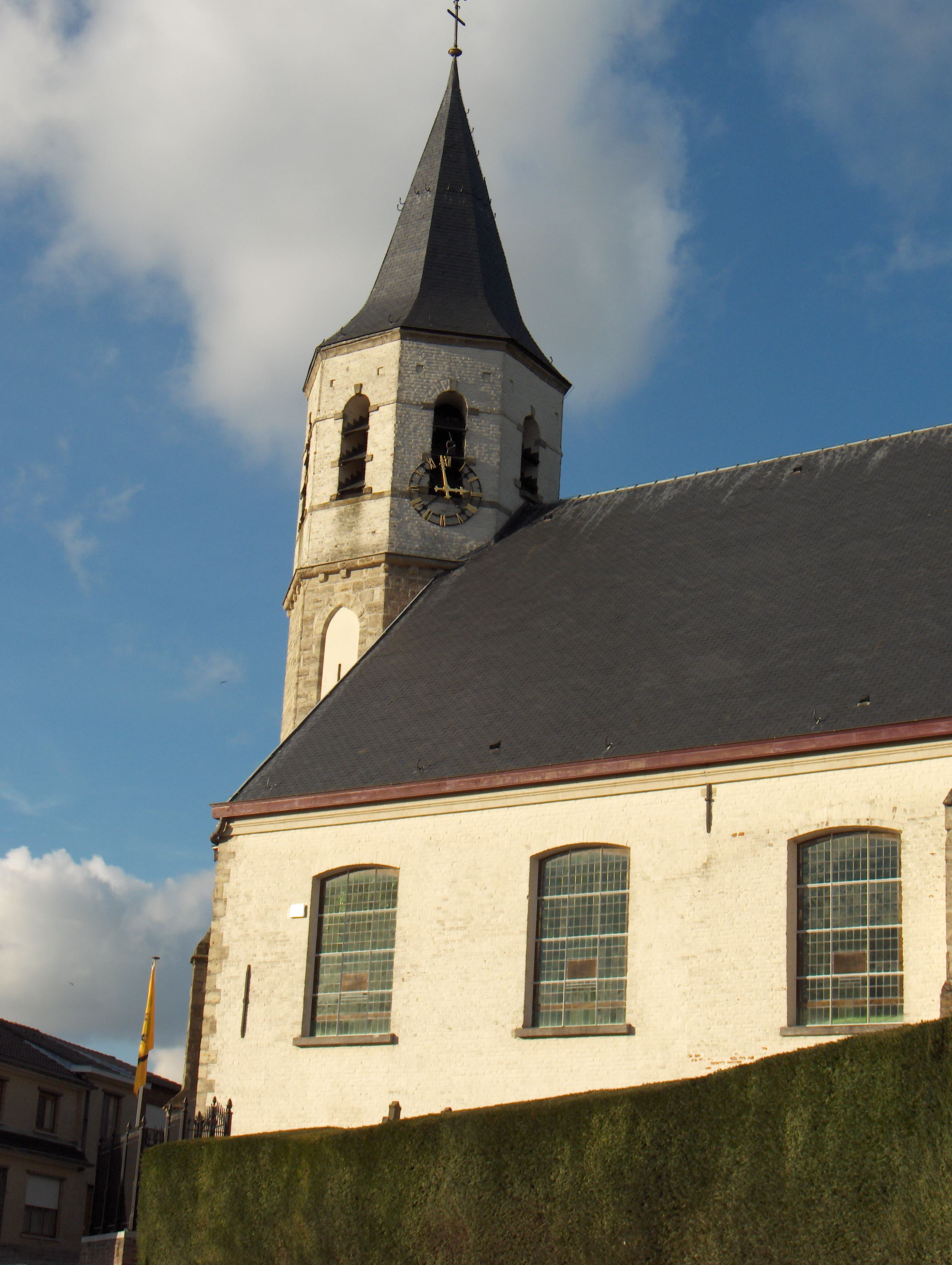
L'église Saint-Maurice avec ses tours gothiques et sa nef du XVIIIe siècle.

## Toponymie
Razengem (1155), Rassenghem (1174), Racengin (1208), Racegem (1223), Racechem (1223), Racenghem (1225)

## Démographie

### Évolution démographique
- Sources : INS, Rem. : 1831 jusqu'en 1970 = recensements, 1976 = nombre d'habitants au 31 décembre[2].